# 규찬
규찬(본명: 정규찬, 1988년 4월 2일 ~ )은 대한민국의 남성 그룹 포헤븐의 멤버이자 가수이다.

## 음반 목록

### 솔로
- 1집 Single From Heaven (2012)
- 2집 In Heaven (2013)

## 수상 경력
- 2012년 제20회 대한민국문화연예대상 한류스타신인상 (포헤븐)